# أبلابيوس
فلافيوس أبلابيوس هو سياسي خدم الامبراطورية الرومانية في القرن الرابع الميلادي. ولد لعائلة يونانية متواضعة في كريت. تنبأ منجم مصري أثناء ولادته أنه سيكون ذي شأن كبير عند الإمبراطور. اعتنق المسيحية أثناء نشأته. أصبح مقرب فيما بعد للإمبراطور قسطنطين. فأصبح والي كريت. ترك كريت بعد ذلك متجهاً إلى القسطنطينية ليبني ثروته هناك، اختاره قسطنطين ليكون أحد أعضاء مجلس الشيوخ هناك. في سنة 331 أصبح قنصل الإمبراطور. حرض أبلابيوس قسطنطين من سوباتير الأبامي واتهمه بممارسة الشعوذة ضده ليقوم الإمبراطور باعدامه في سنة 331. اختاره قسطنطين ليكون معلم إبنه قنسطانطيوس الثاني. بعد تولي قنسطانطيوس الحكم في سنة 337 فضل اعتناق المذهب الأريوسي فيما كان أبلابيوس على المذهب النيقي ليقوم بابعاد أبلابيوس عن البلاط. في سنة 338 قام الإمبراطور بقتله أمام منزله في بيثينيا بتهمة التآمر ضد الإمبراطور. تزوج من امرأة غير معروفة وأنجب منها أولمبيا الأرمنية ألتي تزوجت من أرشاك الثاني ملك أرمينيا وكان له ابن سماه فلافيوس سلوقس والذي أصبح جد القديسة أولمبيا الشماسة.